# Stanisław Dragan

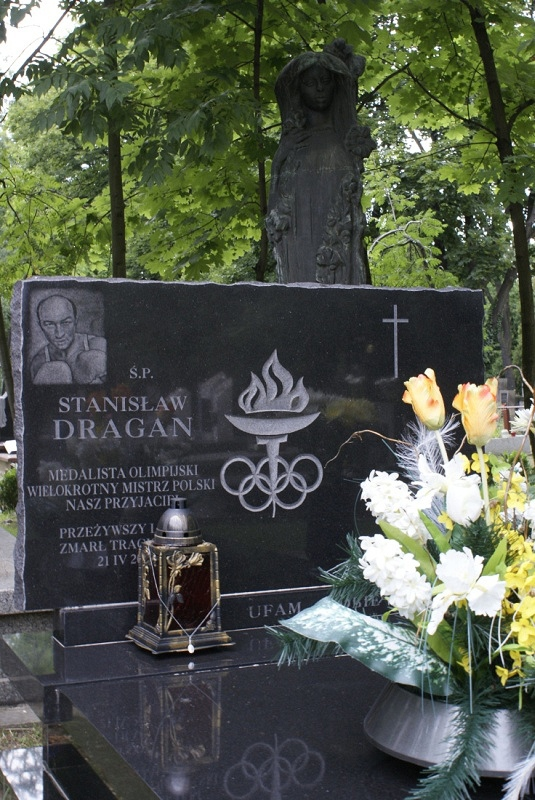

Stanisław Dragan, född 21 november 1941 i Sadkowa Góra, död 21 april 2007 i Kasinka Mała, var en polsk boxare.
Dragan blev olympisk bronsmedaljör i lätt tungvikt i boxning vid sommarspelen 1968 i Mexico City.